# 이현준 (래퍼)
이현준(1994년 ~)은 대한민국의 가수다. 2018년 EP [Analog TV]로 데뷔했다.

## 방송
- 쇼미더머니4 (2015) - Top24
- 쇼미더머니11 (2022) - Top108

## 음반
- Analog TV (2018)
- MAIN STREAM (2019)
- 번역 중 손실 (2022)